# ماتوما
توم ستراته لاغرغرين (Tom Stræte Lagergren) ويُعرف أكثر في الوسط الموسيقي باسم ماتوما (Matoma) هو دي جي ومنتج موسيقي نرويجي من مواليد 29 مايو 1991.

## روابط خارجية
- ماتوما على موقع IMDb (الإنجليزية)
- ماتوما على موقع ميوزك برينز (الإنجليزية)
- ماتوما على موقع أول ميوزيك (الإنجليزية)
- ماتوما على موقع ديسكوغز (الإنجليزية)
- ماتوما على موقع ديسكوغز (الإنجليزية)